# 井口喜源治

井口喜源治の胸像（井口喜源治記念館）

井口 喜源冶（いぐち きげんじ、明治3年5月3日（1870年6月1日） – 昭和13年（1938年）7月21日）は、長野県安曇野市出身で、キリスト教精神に基づく私塾「研成義塾」の創設者である。

## 生い立ち

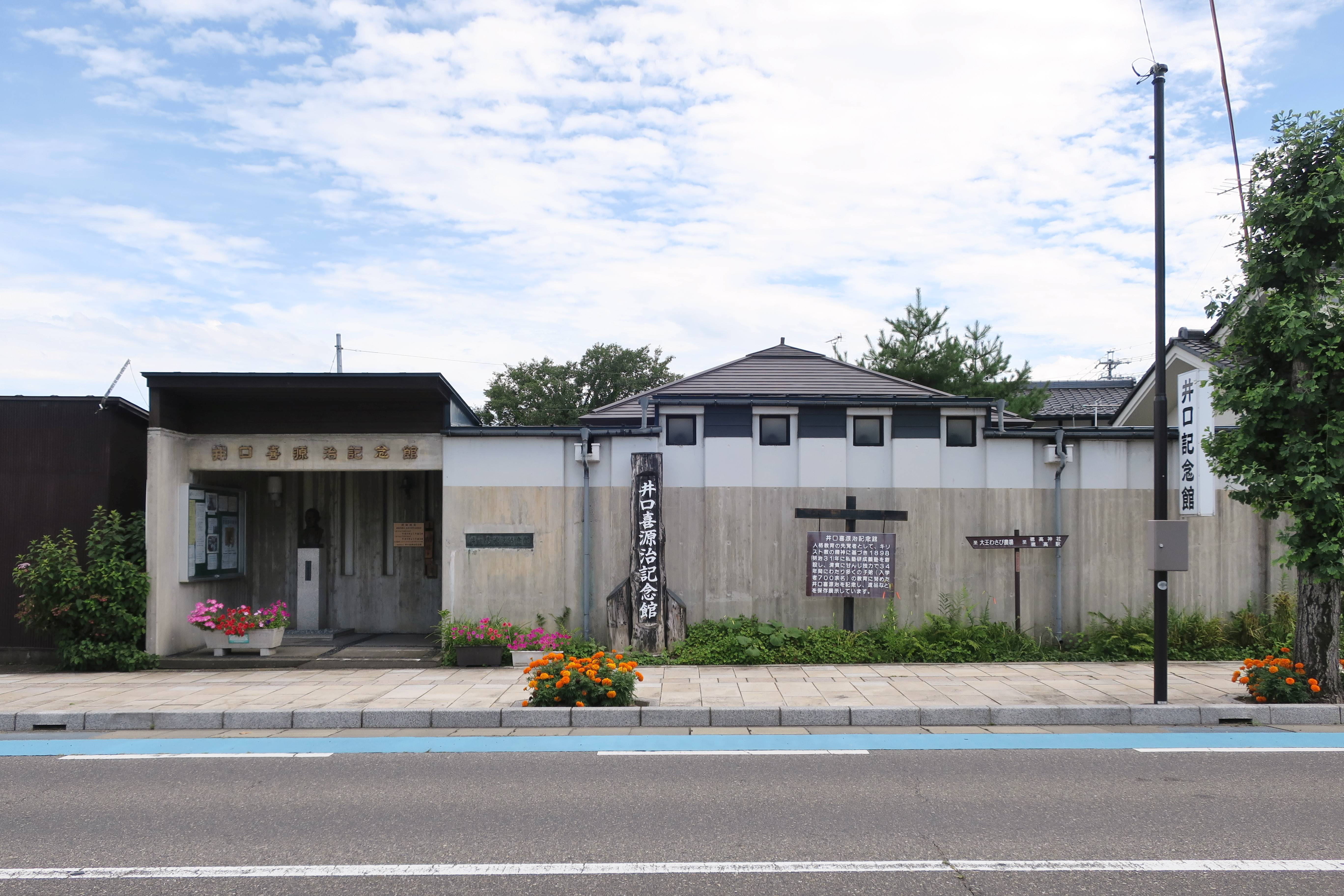
生家「江戸屋」跡に建つ井口喜源治記念館

信濃国安曇郡等々力町村（のちの南安曇郡東穂高村、穂高町）の千国街道穂高宿に、仕立屋「江戸屋」の父喜十、母こんの長男として生まれた。3歳の時に母を亡くし父と祖母に育てられた。1884年（明治17年）に研成学校の支校・保等（ほとう）学校を卒業し、旧友で生涯の友となる相馬愛蔵とともに、旧制長野県中学校松本支校へ進学した。この中学校時代に、英語教師であった米国人宣教師ジョージ・W・エルマーよりキリスト教の教えを受け、終生変わらぬ献身者となった。
その後、上京して明治法律学校において法律を学んだが、同時に牛込教会に通い、内村鑑三、巌本善治らの宗教家、宗教教育者に会い、教育の道に進む決心をした。1890年（明治23年）、同校を中退し、上高井高等小学校小布施分校の教師となった。さらに松本尋常高等小学校を経て、1893年（明治26年）の結婚を機に、郷里の東穂高組合高等小学校に着任した。

## 相馬愛蔵と禁酒会
帰郷するとすぐに、愛蔵が主唱する東穂高禁酒会に入会し、積極的に社会活動に参加していった。また、聖書を通してキリスト教へ傾倒していった。しかし、教え子の中からキリスト教を信仰するものが続出したことや、キリスト教に基づき、芸妓置屋の設置に反対したことから、校長、その他の教員たちから排斥されることになってしまった。原因は、当時の田舎ではキリスト教はヤソと言われ毛嫌いされていたことと、井口が教壇を使って生徒達に布教活動をしたのではないかと思われたことであった。結果的に、1898年（明治31年）井口は公教育の場を追われることとなった。

## 研成義塾の設立

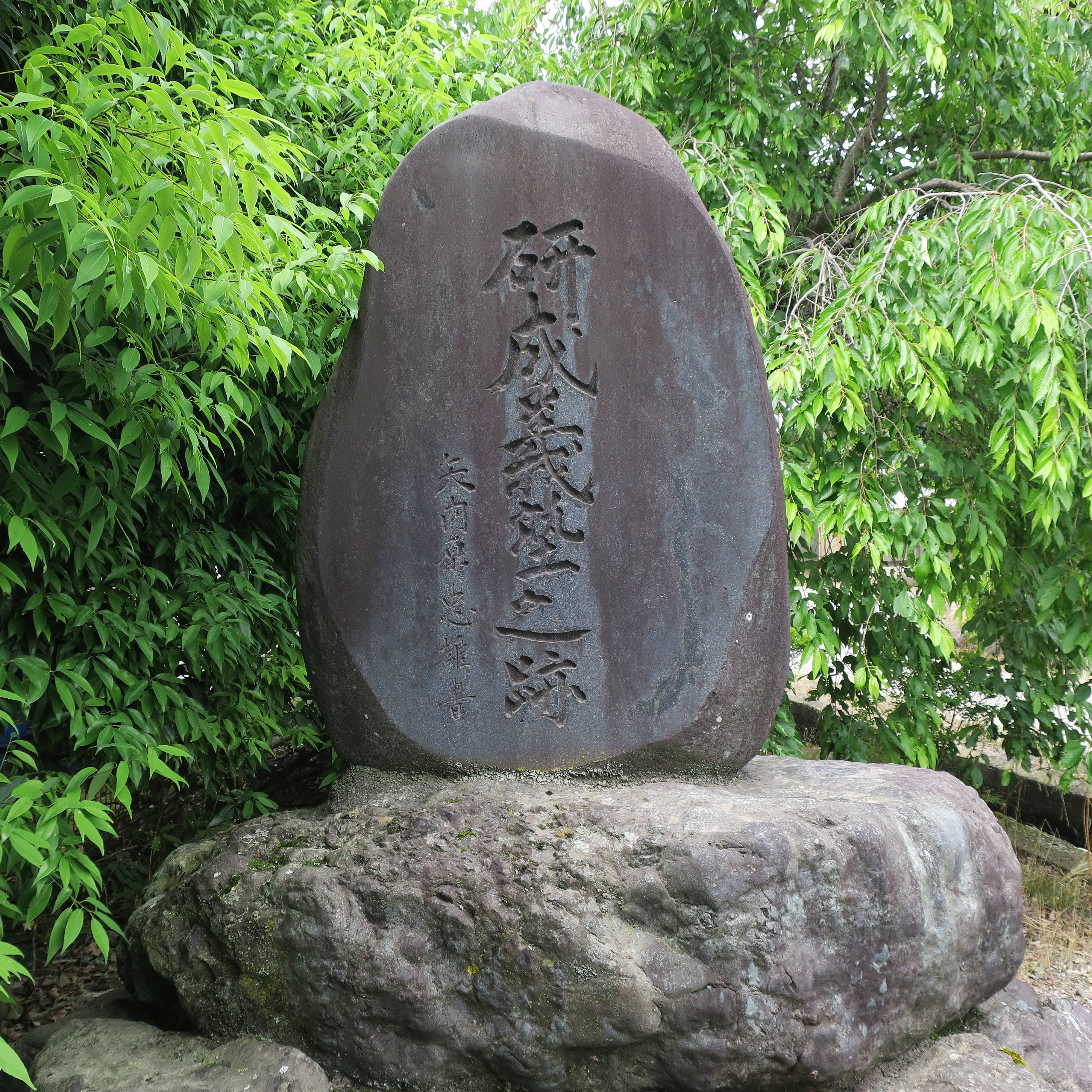
研成義塾跡

事態を憂慮した愛蔵ら禁酒会の会員らが、村の旧家で有力者の臼井喜代、愛蔵の父・相馬安兵衛の援助を得て、私学校「研成義塾」を村に設立することとなった。井口も、かねてから日記に「郷党の少年を教えて一代の思想を開拓す。また人生の快事ならずや。」と記しており、改めて理想の教育に取り組むことを決意した。
研成義塾は、初めは集会所を借りた小規模なものだったが、2年後、愛蔵らの支援により本科教室と裁縫室、応接室のある新校舎が建てられた。建物は小さくても、そこには、「学生の多数を望まず、校舎の壮大なるを望まず」、「一人の教師が一人の生徒と信頼をもって相対」するという確固たる教育精神があり、キリスト教に基づいた人格主義教育をめざし、「偉い人」でなく「善い人」になることが説かれた。
この研成義塾からは、多くの逸材が育ち、1931年（昭和7年） 井口が病に臥すまで続いた。義塾の卒業生は800名近くにのぼり、朝日新聞の自由主義評論家清沢冽や銀座ワシントン靴店店主東條たかし、日系人の強制収容に抵抗したゴードン・ヒラバヤシの父平林俊吾、百姓をしながら評論家であった斉藤茂、早逝の作家太田喜代松など、評論家、実業家、芸術家、学者として名の知られた人も輩出したが、多くは地域にとどまり、誠実な一生を送っている。

## 井口と内村鑑三

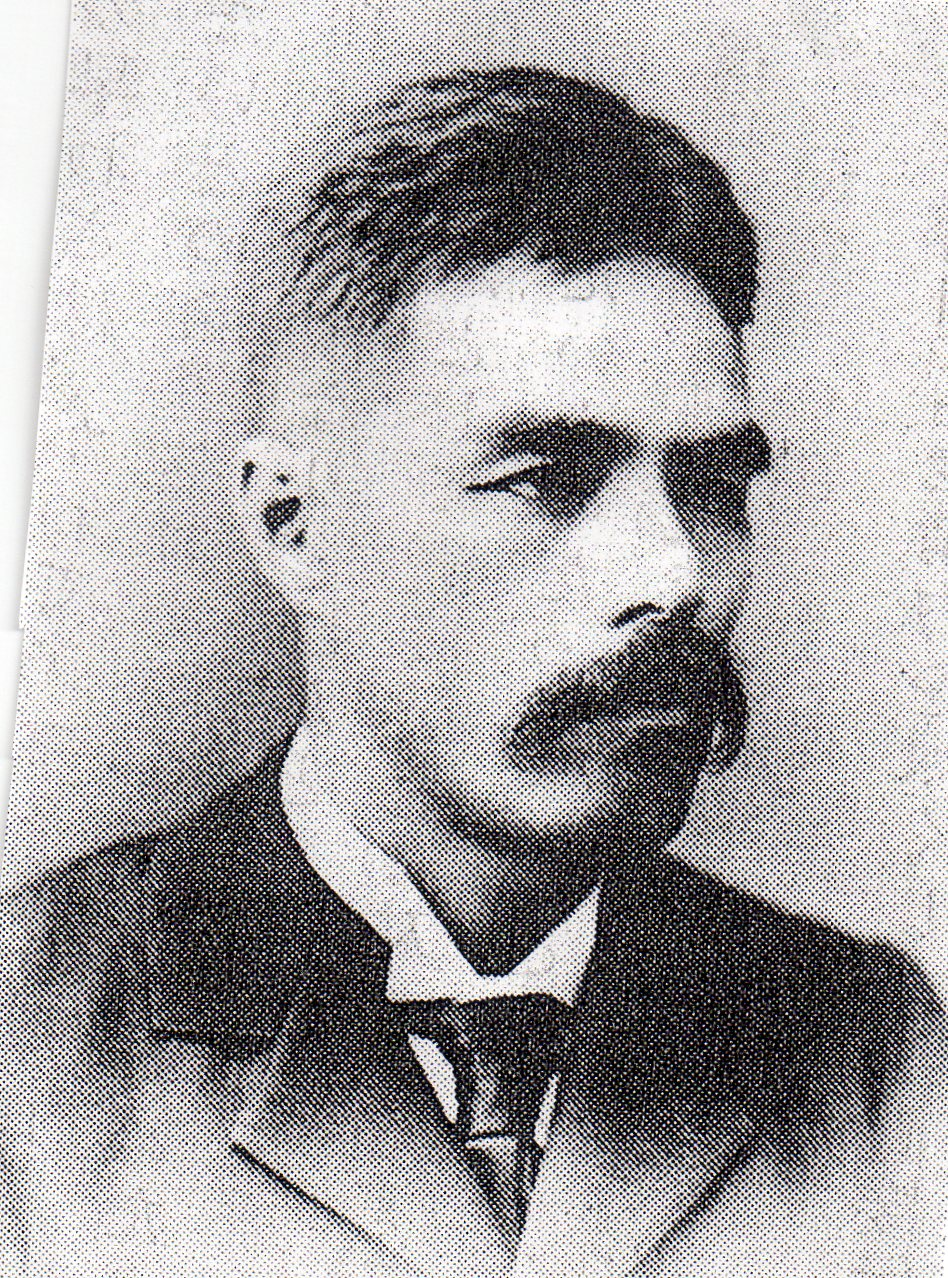
内村鑑三（1901年）

井口が敬愛した人物に、明治から昭和初期の思想界に多大な影響を与えたキリスト教徒内村鑑三がいる。内村は何度も義塾を訪ね講演などを行い、井口に深い理解と高い評価を送った。井口を支えたのは、経済的には相馬愛蔵であり、精神的には内村鑑三であった。
その内村が1901年（明治34年）、研成義塾を訪ねて次のように記している。

## 信州教育への影響
その後、1928年（昭和3年）研成義塾が創立30周年を祝ったとき、内村は病気のため出席できず、祝辞が代読された。その中で内村は、井口をソクラテス・ペスタロッチ・中江藤樹という内外の偉大な哲人・教育者と並べて評価した。このことにより、教育は人格の問題であり、知識はその次であるという信州教育の本流的発想が教育界に広まることとなり、後の手塚縫蔵、松岡弘をはじめ、信州の多くの教師に影響を与えることになった。
しかし、1932年（昭和7年）10月20日に脳溢血に倒れ、1938年（昭和13年）、県知事に廃校届を発送し許可された。井口はその年の7月21日午後11時30分に69歳で死去した。墓所は安曇野市穂高にある。

## 関連文献
- 『井口喜源治』 研成義塾教友会、1953年
- 『キリスト教社会問題研究 第19号・第21号』 同志社大学人文科学研究所、1971年
- 『信州穂高の人脈 井口喜源治と研成義塾』 同志社大学人文科学研究所、1973年
- 坂本令太郎 著『近代を築いたひとびと 3』 農山漁村文化協会、1975年
- 斎藤茂、横内三直 編『井口喜源治』 井口喜源治記念館、1976年
- 『長野県歴史人物大事典』 郷土出版社、1989年
- 『安曇野人間教育の源流 1-3巻』 井口喜源治記念館、2003-2009年